# دیوایانی (بازیگر)
دیوایانی (به انگلیسی: Mouni Roy) (زاده ۲۲ ژوئن ۱۹۷۴) بازیگر هندی است.
از کارهای معروف او می‌توان به بازی در فیلم نانی، گاراژ مردمی، تنالی، آپو و چناکساوا ردی اشاره کرد.